# Gigides ferreolepra
Gigides ferreolepra är en fjärilsart som beskrevs av George Francis Hampson 1926. Gigides ferreolepra ingår i släktet Gigides och familjen nattflyn. Inga underarter finns listade i Catalogue of Life.